# San Juan Chamelco
San Juan Chamelco ist ein Ort in Guatemala und Verwaltungssitz der gleichnamigen Großgemeinde (Municipio) im Departamento Alta Verapaz. In dem ca. 80 km² großen Municipio leben rund 50.000 Menschen, in San Juan Chamelco selbst etwa 5.000.

## Geografie
San Juan Chamelco liegt in den Bergen der Sierra de Chamá im zentralen Hochland von Alta Verapaz auf etwa 1400 m Höhe. Der Großteil des Gemeindegebietes erstreckt sich im umliegenden Bergland und ist geprägt von Nebelwald und feucht-gemäßigtem Klima.

## Bevölkerung
Die Bevölkerung gehört größtenteils zur Maya-Gruppe Kekchí. Der Ort gilt als eines der Zentren dieser Volksgruppe. Man ist besonders um den Erhalt die kulturellen Erbes bemüht. Jeweils am 24. Juni findet eine sehenswerte Prozession statt, bei der die Kekchí-Kultur besonders hervorgehoben wird.

## Geschichte
San Juan Chamelco ist eine der älteren Siedlungen im Hochland von Alta Verapaz. Der ursprüngliche Name lautete Chup Li Choch, was etwa „Nabel der Welt“ bedeutet. Friedlich in die Verapaz-Region vordringende Dominikaner-Mönche gründeten am 24. Juni 1543 in unmittelbarer Nähe ein neues Dorf im spanischen Kolonialstil.

## Wirtschaft und Verkehr
San Juan Chamelco liegt etwa sieben Kilometer südöstlich von Cobán, der Hauptstadt von Alta Verapaz. Über die Nationalstraße 5 und die Fernstraße CA 14 ist der Ort recht gut mit dem Rest des Landes verbunden. Nach Guatemala-Stadt sind es über El Rancho rund 220 km. Der Ort gilt wegen seiner sehenswerten Höhlen (Grutas del Rey Marcos) als Touristenattraktion. Sie liegen 6 km entfernt am Río Cecil. Wichtigster Wirtschaftszweig ist die Landwirtschaft.

## Persönlichkeiten
- Fernando Romeo Lucas García (1924–2006), in San Juan Chamelco geborener General und Politiker, von 1978 bis 1982 Präsident Guatemalas.